# Gornja Kamenica (Zvornik)
Pour l’article homonyme, voir Gornja Kamenica.
Gornja Kamenica (en serbe cyrillique : Горња Каменица) est un village de Bosnie-Herzégovine. Il est situé dans la municipalité de Zvornik et dans la république serbe de Bosnie. Selon les premiers résultats du recensement bosnien de 2013, il compte 863 habitants.

## Démographie

### Évolution historique de la population dans la localité
| 1948 | 1953 | 1961 | 1971  | 1981  | 1991   | 2013 |
| ---- | ---- | ---- | ----- | ----- | ------ | ---- |
| 781  | 873  | 982  | 1 171 | 1 536 | 1 609, | 863  |

|  |